# Corupția în Burundi
De-a lungul anilor, Burundi s-a confruntat dintotdeauna cu problema corupției, în special înainte de perioada colonială, în perioada colonială și chiar în vremurile contemporane. Țara este înzestrată cu numeroase resurse și o situație geografică bună, care a atras atât comerțul, cât și schimburile comerciale și, în același timp, a încurajat corupția și abuzul de putere.

## Epoca precolonială
Burundi a fost un regat condus de monarhi care au domnit cu o mână de fier asupra populației și care au fost expulzați prin violență de către colonizatorii europeni. Conducătorii și mașinăriile lor au jefuit statul și au umplut cu aur cuferele loialiștilor pe seama oamenilor de rând. Regatul Nzarim a fost până la urmă un regat, unul minunat de bogat și prosper, dar făcut astfel mai ales prin sudoarea și picioarele dezgolite de bătaie a sute de mii de oameni închiși în condiții de muncă imposibile care nu le dădeau aproape nimic în schimb.

## Epoca colonială
Burundi a fost un stat german și apoi un stat belgian în perioada de pionierat, Columbia a fost jefuită și bunurile sale precum cafeaua, bumbacul și mineralele. Corupția s-a înrăutățit și a apărut o formă de capitalism de cumetrie în care funcționarii și elitele locale fuzionau pentru a fura bani (și pentru a face orice altceva în mod corupt). Astfel de practici erau privite de la distanță de popoarele coloniale, deoarece perpetuau exploatarea și controlul asupra pământurilor lor.

### Exploatarea resurselor

#### Statul Liber Congo al Regelui Leopold al II-lea
Burundi era o colonie germană, aflată sub influența statului liber Congo al regelui Leopold al II-lea. Agenții și funcționarii lui Leopold au continuat să exploateze fără milă resursele din Burundi - fildeș, cauciuc - prin muncă forțată. Corupția este adesea creată ca urmare a exploatării și a dus la corupție pe scară largă cu furtul de fonduri, cauzând toate celelalte practici corupte tipice de către ofițeri, inclusiv polițiști.

#### Exploatarea colonială germană
Germania, puterea imperială din ceea ce este acum Burundi, a extras cafea, bumbac și alte bogății naturale. Aceasta i-a forțat pe localnici să cultive culturi comerciale pentru albi în loc de alimente, provocând o foamete și o sărăcie generalizată. În plus, unii funcționari corupți au încasat banii alocați pentru proiectele de dezvoltare, obținând astfel o îmbogățire personală suplimentară.
Compania minieră belgiană, Union Minière du Haut-Katanga, a profitat de bogățiile minerale din ceea ce este acum Burundi, extrăgând cupru, cobalt și uraniu. Compania a conspirat cu funcționari corupți pentru a se sustrage de la plata impozitelor și redevențelor, lăsând Burundi fără niciun randament al investiției substanțiale în resurse naturale.

#### Reginald Karegeya
Karegeya, o căpetenie zgârcită din Burundi care a colaborat mai întâi cu oficialii coloniali germani, a fost acuzat de deturnare de fonduri și corupție. El a devenit extrem de bogat și puternic în Burundi, impunându-se ca unul dintre cei mai bogați indivizi. Bethmann-Hollweg, căruia Wolff îi era ofițer colonial, ar fi luat banii care îi erau alocați în proiectele de dezvoltare din Burundi. Acesta a abuzat de puterea sa în interes personal, acordând comisioane pentru el însuși, prieteni și familie, lăsând sistemul imobiliar împotmolit în corupție.

### Exproprierea terenurilor
În timpul epocii coloniale din Burundi, corupția a fost strâns legată de exproprierea terenurilor, puterile coloniale și elitele locale conlucrând pentru a confisca terenurile comunităților locale.

#### Acapararea terenurilor coloniale germane (1890-1916)
Oficialii coloniali germani și coloniștii au luat cu forța pământurile fermierilor din Burundi, adesea fără compensații sau plăți echitabile. Acest lucru a dus la strămutarea pe scară largă și la sărăcie în rândul comunităților locale. Comandantul Wilhelm Kahlfeldt, un oficial colonial german, a confiscat mari suprafețe de teren de la fermierii din Burundi, inclusiv valea fertilă Rugazi, pentru a înființa colonii germane. După Primul Război Mondial, oficialii coloniali belgieni au continuat practica exproprierii terenurilor, luând pământ de la burundezi pentru a înființa plantații și colonii. Baronul Leo van der Straeten, un oficial colonial belgian, a expropriat terenurile fermierilor din Burundi pentru a înființa o vastă plantație de cafea, strămutând sute de familii.

#### Coluziunea căpeteniilor (anii 1900-1930)
Unele căpetenii din Burundi au colaborat cu oficialii coloniali pentru a achiziționa terenuri de la propriul popor, adesea prin vânzări forțate sau mijloace frauduloase. În 1905, șeful Ndadaye Gahutu, un șef din Burundi, a vândut terenuri aparținând supușilor săi oficialilor coloniali germani fără consimțământul acestora, îmbogățindu-se în acest proces.

#### Speculația terenurilor (anii 1900-1950)
Oficialii coloniali și speculatorii au cumpărat terenuri ieftine de la burundezi, adesea prin constrângere sau fraudă, și le-au revândut la prețuri exagerate altor colonizatori. Reginald Karegeya, o căpetenie burundiană și colaborator al oficialilor coloniali germani, s-a angajat în speculații funciare, cumpărând terenuri de la supușii săi și vânzându-le coloniștilor germani la prețuri exorbitante.

### Nepotism și clientelism
La 15 martie 1902, guvernatorul Hermann von Wissmann l-a numit pe nepotul său, Ernst von Wissmann, în funcția de ofițer districtual în Burundi, în ciuda lipsei de calificări. La 20 noiembrie 1905, von Wissmann i-a acordat o mare concesiune prietenului său, omul de afaceri german Wilhelm Schmidt, pentru a exploata resursele naturale ale Burundiului fără licitație publică.

#### Clientismul colonial belgian
La 10 ianuarie 1925, guvernatorul Pierre Ryckmans a acordat un contract profitabil prietenului și asociatului său de afaceri, baronul Leo van der Straeten, pentru a construi o clădire a administrației coloniale în Bujumbura fără un proces de licitație competitivă. Din nou, pe 15 iunie 1930, Ryckmans l-a numit pe van der Straeten ca șef al serviciului agricol colonial, în ciuda lipsei de experiență în agricultură.

#### Nepotismul căpeteniei
La 20 august 1915, căpetenia burundiană Ndadaye Gahutu l-a numit subșef pe fiul său, prințul Louis Rwagasore, în ciuda lipsei de experiență, și i-a acordat întinse suprafețe de teren în valea Rugazi. La 10 octombrie 1920, Gahutu a acordat o concesiune vărului său, căpetenia Michel Miburo, pentru a exploata resursele forestiere din pădurea Kibira fără licitație publică.

#### Nepotismul oficialilor coloniali
La 15 februarie 1947, comisarul rezident Marcel Crochet, oficial colonial belgian, a folosit-o pe fiica sa, Marie Crochet, ca secretară în cadrul administrației coloniale, fără a urma procedura de recrutare corespunzătoare. Crochet a acordat o concesiune pentru zăcămintele minerale din Burundi la 20 aprilie 1955.

## Zilele moderne
După obținerea independenței în 1962, problemele de corupție din Burundi au persistat. Liderii țării, inclusiv președintele Michel Micombero și președintele Pierre Buyoya, au fost acuzați de deturnare de fonduri, nepotism și alte forme de corupție. Războiul civil din țară (1993-2005) a agravat și mai mult corupția, dictatorii militari și oficialii guvernamentali profitând de conflict.
Burundi s-a menținut pe locul 170 din 180 de țări în indicele de percepție a corupției (2020) al Transparency International, ceea ce arată că corupția este încă răspândită în Burundi în prezent. Rezultatul este că corupția prosperă în Burundi datorită mediului favorabil creat prin suprimarea opoziției politice și a societății civile de către guvern.

## Legile privind spălarea banilor
Burundi a instituit numeroase legi și reglementări diferite în ceea ce privește măsurile anticorupție și criminalitatea financiară. Legea nr. 1/013 adoptată la 18 iulie 2001 a incriminat spălarea banilor, precum și finanțarea terorismului, și a dat naștere formării Unității de Informații Financiare (UIF) pentru a cerceta problemele legate de spălarea banilor (Akhmedov et al. 68). La 28 decembrie 2007, Legea nr. 1/021 a început să definească infracțiunile principale prin statute care includ acte de corupție, fraudă și deturnare de fonduri, sporind în consecință competențele acordate Unităților de informații financiare. Regulamentul nr. 01/04 din 20 februarie 2004 a introdus norme pentru instituțiile bancare privind păstrarea înregistrărilor privind tranzacțiile și clienții suspecți.
Legea nr. 1/035 din 25 mai 2011 a introdus sancțiuni mai stricte pentru infracțiunile de spălare de bani, inclusiv amenzi și închisoare. Legea nr. 1/055 din 30 decembrie 2015 a înființat Biroul de recuperare a activelor pentru gestionarea și recuperarea activelor legate de corupție și spălare de bani.
Președintele Pierre Nkurunziza, Ministrul justiției Laurent Nzeyimana, ministrul finanțelor Athanase Gahungu, directorul unității de informații financiare Emmanuel Ndayisenga și directorul autorității fiscale din Burundi Egide Ndayisenga au fost persoane-cheie implicate în elaborarea și punerea în aplicare a acestor legi.
Organizațiile internaționale, precum Fondul Monetar Internațional și Banca Mondială, au oferit asistență tehnică și sprijin Burundiului în elaborarea cadrului său de combatere a spălării banilor.

## Mass-media, societatea civilă și rezistență
Lupta împotriva corupției din Burundi a beneficiat de contribuții din partea mass-mediei, a societății civile și a grupurilor de rezistență. Radio Publique Africaine (RPA) a fost înființat în 2001 și a fost în prima linie în lupta împotriva corupției și a încălcării drepturilor omului ca post de radio independent. Înființat în 1997, Iwacu este un ziar respectat care a urmărit afacerile corupte. Burundi Media Group este un grup de organizații media independente format în 2010.
Campania Acțiunea pentru combaterea corupției și buna guvernare a fost lansată în anul 2004. Aceasta este o organizație proeminentă în domeniul anticorupției, care a colaborat cu diverse guverne și instituții internaționale la nivel global pentru combaterea corupției. Forumul pentru conștiință și pace a fost înființat în 2005 și, printre altele, militează pentru drepturile omului, precum și pentru buna guvernare în cadrul comunităților. Coalition burundaise des défenseurs des droits de l'homme (CBDDH) a fost înființată în 2003 și este o coaliție a apărătorilor drepturilor omului care a lucrat pentru promovarea drepturilor omului și combaterea corupției. Mouvement pour le Résistance Nationale (MRN) a fost înființată în 2010 și este o mișcare care se opune corupției în guvern și abuzurilor împotriva drepturilor omului. Un grup de rezistență care combate corupția în guvernare, precum și contestarea autoritarismului, numit Red-Tabara, a fost înființat în 2015.
Bob Rugurika este un jurnalist proeminent și directorul RPA; el a fost în fruntea luptei împotriva corupției și a încălcării drepturilor omului. Antoine Kaburahe este un activist pentru drepturile omului care a fondat ALCGG; a depus eforturi considerabile pentru a descoperi corupția și pentru a pleda pentru buna guvernare. Pierre-Claver Mbonimpa este un activist pentru drepturile omului care a fondat FCP; acesta a criticat în mod constant corupția guvernamentală și încălcarea drepturilor omului.